# ロイ・アトウェル
ロイ・アトウェル（Roy Atwell、1878年5月2日 - 1962年2月6日）は、アメリカ合衆国の俳優、コメディアン、作曲家。ニューヨーク州シラキュース出身。『白雪姫』のドックの声で有名。

## 経歴
1962年2月6日にニューヨーク市で死去。83歳没。